# 圣路易勋章
圣路易勋章（法語：Ordre Royal et Militaire de Saint-Louis）是法国的君主勋章骑士团勋章，该勋章由路易十四创建于1693年4月5日，并以圣路易（即路易九世）为名。该勋章是对杰出军官的一种嘉奖，也是第一次授予给非贵族的勋章。法兰西共和国官方则认为圣路易勋章是法国荣誉军团勋章的前身，且他们都有红色的缎带（尽管荣誉军团勋章不仅授予军人也会授予平民）。
尽管该勋章在1830年七月革命后被正式废除，但它作为过去王室的君主勋章的职能依旧继续着。因此，它仍是国际骑士团勋章委员会所承认的君主骑士团勋章。

## 成员

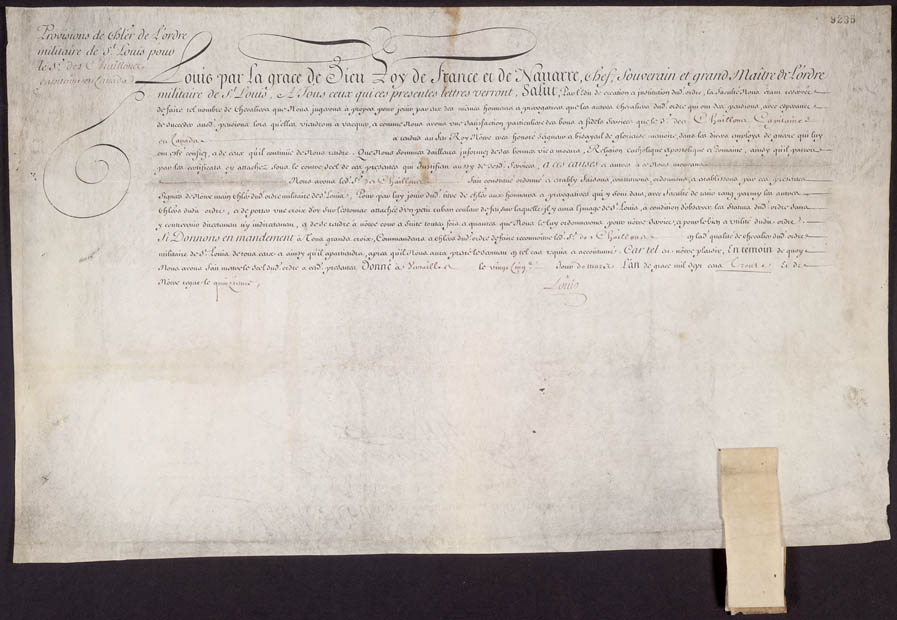
授予谢隆先生（Sieur des Chaillons）骑士头衔的文书，1730年3月25日

国王是圣路易骑士团的大團長，而法国王太子则能够自动成为骑士团的成员。骑士团成员分三级：
- 大十字级（Grand-Croix）
- 指挥官级（Commandeur）
- 骑士级（Chevalier）

整个骑士团内共有8名大十字级成员，28名指挥官级成员和一些数目不定的骑士级成员。骑士团的职位中除了大团长以外，还有一名财政官（Trésorier），一名书记员（Greffier） 和一名传达员（Huissier）。
勋章正面为圣路易的画像，画像周围的铭文为“LUD. M. INST. 1693”，意为“路易大帝设立于1693年”（LUDOVICUS MAGNUS INSTITUIT 1693）。背面是一把宝剑竖在一顶桂冠和一条白饰带中，周围的铭文为“BELL VIRTUTIS PRAEM”，意为“以彰勇毅”（BELLICAE VIRTUTIS PRAEMIUM）。骑士们的勋章悬挂在胸前的绶带上，指挥官们则在右肩斜至左胁佩戴红色饰带。大十字级的成员则佩红饰带，并在右胸戴一枚星章。
骑士团大会在每年的8月25日，即圣路易斋日，在国王的居所举办。
进入圣路易骑士团的条件中并不包括自身的贵族身份；但信奉罗马天主教和在陆军或海军中以军官的身份服役满十年是必须的。骑士团成员还会收到一笔年金。骑士的子孙则可以得到世袭贵族的爵位。另一种与它同级的勋章，军功勋章（Institution du mérite militaire）则是为法国国王服务的胡格诺派军官创立的（主要是外国雇佣兵，因为当时法国的胡格诺派并不受人待见）。
直到路易十四去世时，圣路易勋章也只是授予一些杰出的军官。但渐渐地，这种勋章就成了大多数军官都可以获得的嘉奖。1791年1月1日，法国大革命期间，一条法令将圣路易勋章和军功勋章合并为军事勋章（décoration militaire）。1792年10月15日，军事勋章被废除。
路易十八复辟后的首要举措之一就是恢复圣路易骑士团，并以此来嘉奖王室的军官和军人。1830年，新国王路易-菲利普一世废除了圣路易骑士团。

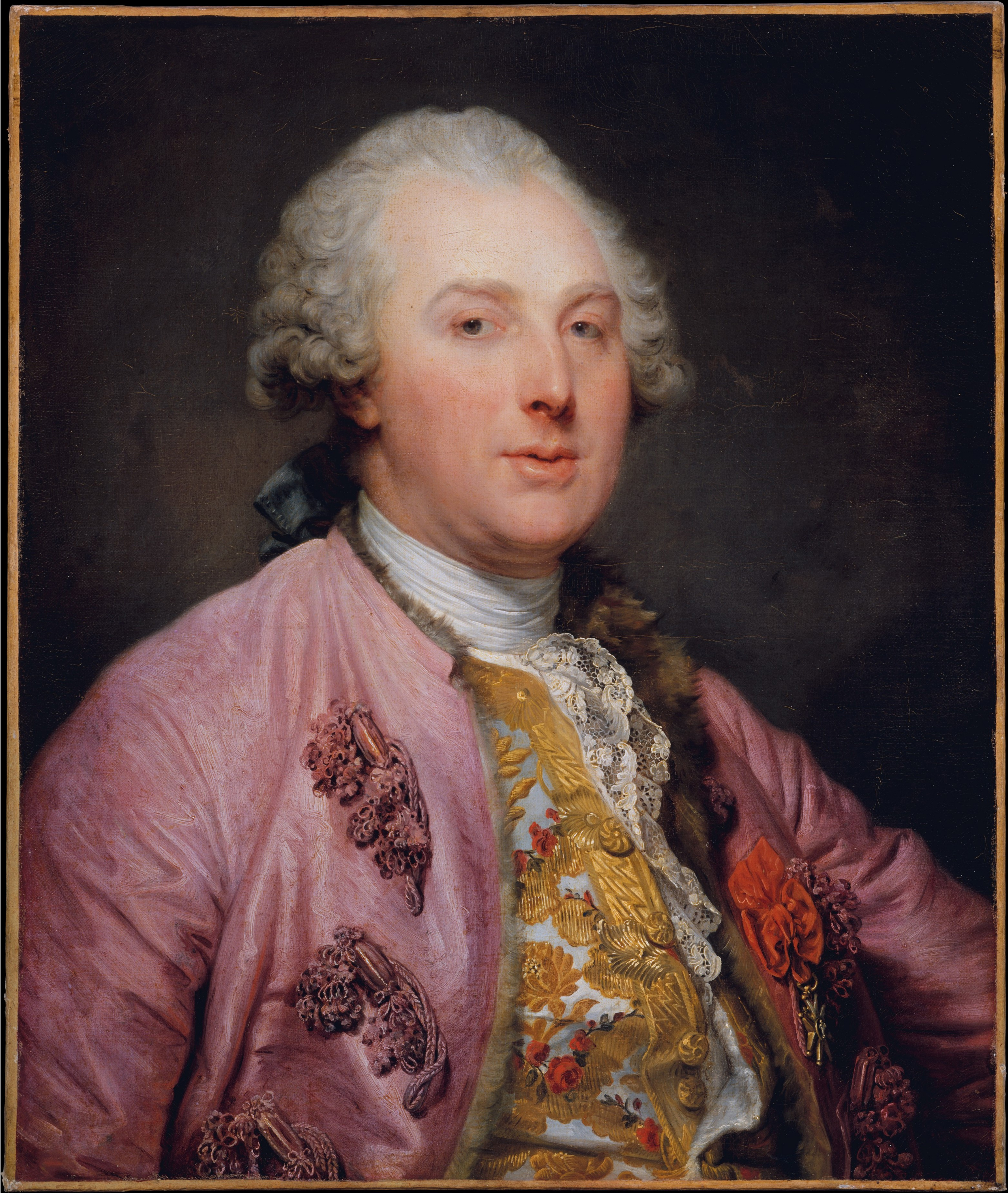
佩戴圆花饰（英语：Rosette (decoration)）圣路易勋章的安吉维尔伯爵（英语：Charles-Claude Flahaut de la Billaderie）
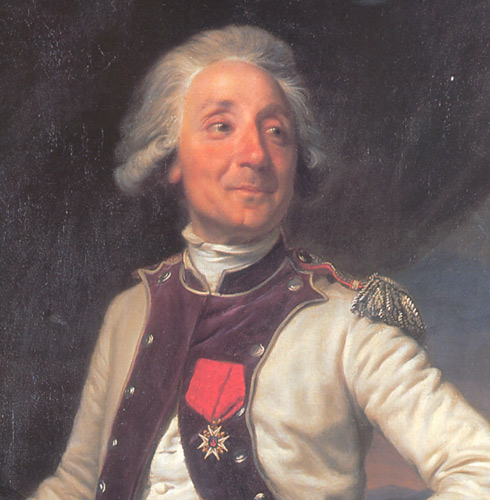
佩戴骑士级圣路易勋章的让-巴蒂斯特·西蒙·德·索雷米（法语：Jean-Baptiste Symon de Solémy）
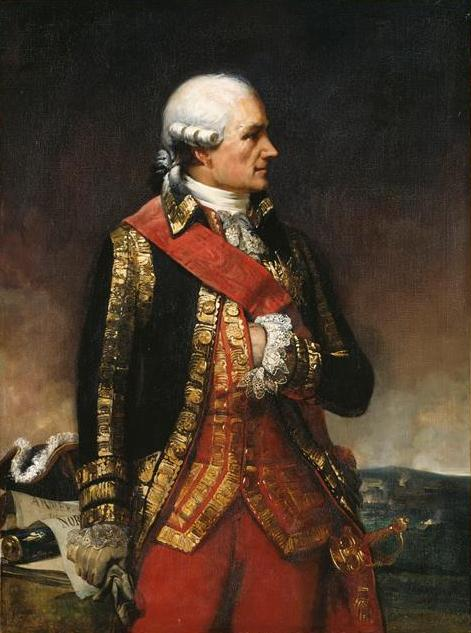
佩戴指挥官级饰带的羅尚博伯爵
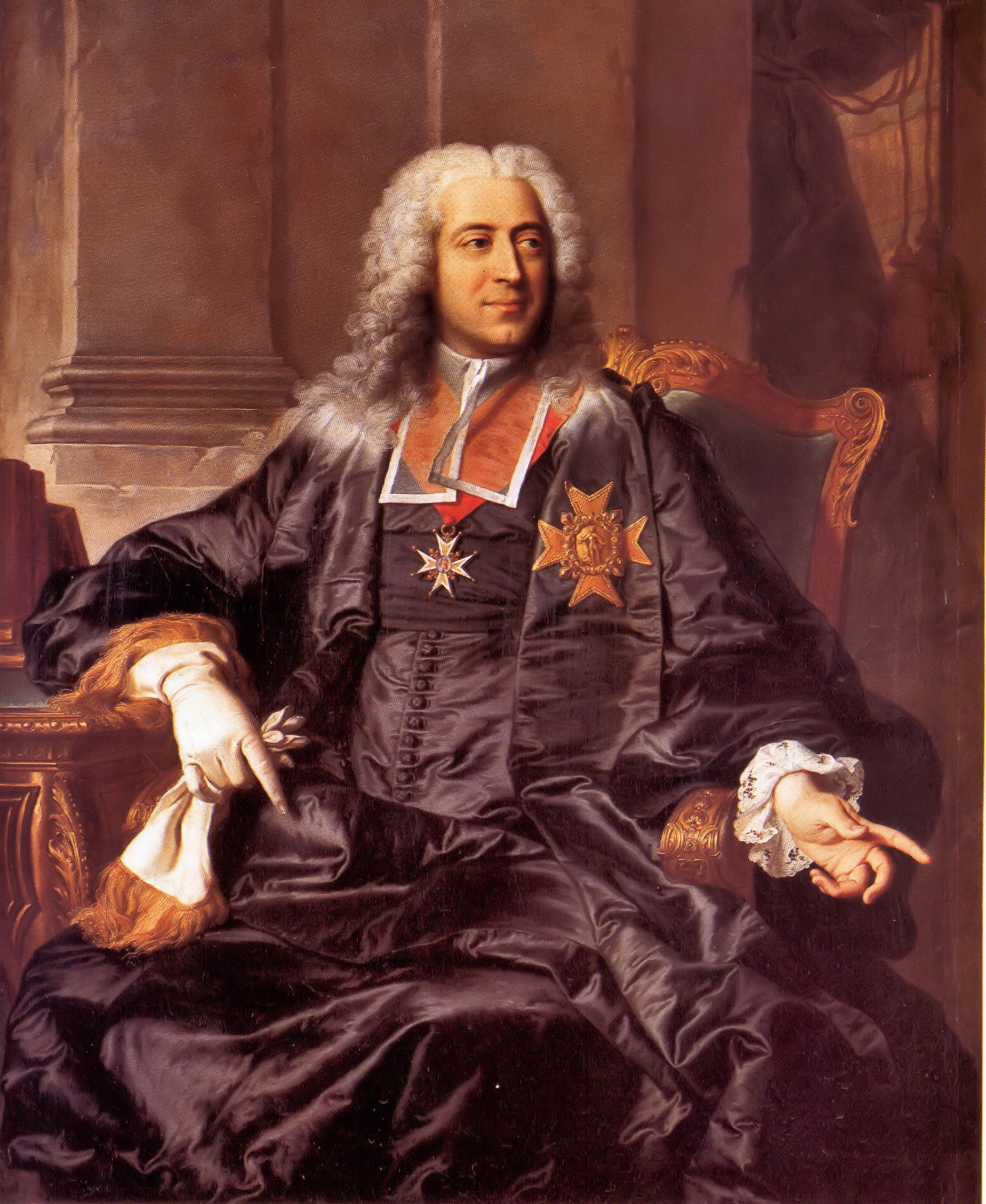
佩戴圣路易勋章的阿尔根松伯爵（英语：Marc-Pierre de Voyer de Paulmy d'Argenson），亚森特·里戈作

## 路易十四创立圣路易骑士团的法令

三种级别的圣路易勋章的佩戴方法（从左到右为：骑士，指挥官和大十字）

路易，蒙上帝鸿福，法兰西与纳瓦拉国王，向所有在场的和将要来的，致敬
在上帝欣然赐福于我们正义之师的次次征服中，我们的军官凭借着他们的如此多的美德与勇气之举而名声显赫，以至于普通的奖赏已经不足于表达我们对他们的喜爱和谢意，我们认为有必要找到一种新的方式，来嘉奖他们的热情和忠诚。
鉴于我们已经决定建立一个新的纯军事的骑士团，除去外在上与之相随的荣誉，我们还将向他们保证一笔年金，而这笔年金将会随着他们通过军功而获得尊重的增加而增长。
我们已经决定，只有仍在军队中服役的军官才能被引进骑士团。且只有美德和在军中出色的服务才是加入骑士团的标准s。我们也会在未来注重提高该骑士团的有利条件，这样我们就一直能够有将恩惠授予军官的幸事，且在另一方面，由于勇猛能够得到奖赏，所以他们每天都会激情不断地去用行动获得他们应得之物。
因为这些缘由，再加上我们顾问的建议和一些技术、王室的权威以及全力支持，我们现在便设计，创立并建起了我们以圣路易为名的军事骑士团。形式，章程，惯例与规则如下：（…）